# Conny Burman
Johan Fredrik Constantin (Conny) Burman, född 14 januari 1831 i Stockholm, död 21 september 1912 i Stockholm, var en svensk tecknare och konstnär. Conny Burman gjorde tidiga tecknade serier. Signaturen som serietecknare var bara Conny.

## Biografi
Burman var son till Abraham Johan Burman. År 1851 började Burman studera vid Uppsala universitet, där han avlade kameralexamen. Därefter arbetade han på flera ämbetsverk i Stockholm, främst Riksbanken och riksdagens kansli samt som teckningslärare på flera läroverk. Han sökte tjänst som teckningslärare vid Stockholms lyceum men blev istället sånglängare där. Bland hans elever fanns den unge August Strindberg som studerade på Stockholms lyceum mellan 1861 och 1867. Burman startade även en privat ritskola i skolans lokaler. I Tjänstekvinnans son nämns Burman som den som leder körerna. Burman utgav flera ritkurser för skolor. Under pseudonymen Conny utgav han samlingar av satiriska teckningar. Han ställde även ut akvareller och kolteckningar. Häftena Karrikatyrer och Krumeluler utkom varje jul mellan 1869 och 1894.
Strindberg antecknade på sjuksängen 30 april 1912, efter det att Conny Burman skickat honom en hälsning, "En det är. -- En det är! Oss frälsa kan! -- Kristi Kyrie! -- Kristi Kyrie! Sjöngs på Stockholms Lyceum 1864-65 under Conny Burmans ledning, min sånglärares." Strindberg dog den 14 maj 1912 och Burman drygt fyra månader senare.
Burman finns representerad på bland annat Nationalmuseum och Norrköpings konstmuseum.